# Parsac-Rimondeix
Parsac-Rimondeix est une commune nouvelle française, située dans la Creuse en région Nouvelle-Aquitaine, créée le 1er janvier 2016. Elle est issue du regroupement des deux communes de Parsac et de Rimondeix.
Au 1er janvier 2025, la commune nouvelle de Parsac est créée à partir de la fusion des communes de Parsac-Rimondeix et de Blaudeix ; ainsi, la « nouvelle Parsac » recouvre le territoire de trois anciennes communes.

## Géographie

### Généralités
Dans le quart nord-est du département de la Creuse, la commune de Parsac-Rimondeix s'étend sur 47,02 km2. Elle est arrosée par le Verraux et par ses affluents le ruisseau de l'Étang de Clavérolles, le ruisseau de Jarnagette et le ruisseau de Maison Neuve.
L'altitude minimale avec 353 mètres se trouve localisée au nord-est, là où le Verraux quitte le territoire comunal et entre sur celui de Domeyrot. L'altitude maximale avec 503 mètres est située dans le sud-ouest, au sud-ouest du lieu-dit les Bruyères.
Le bourg de Parsac où est implantée la mairie est situé 650 mètres au nord de de la RN 145 (RCEA). Il est composé d'une école maternelle et primaire, un collège, gymnase, bar-tabac (avec un point multi-services), d'une bibliothèque, agence postale, d'un salon de coiffure, service de taxi, stade de football et d'une salle polyvalente. Le petit bourg de Rimondeix se trouve cinq kilomètres plus au nord-ouest.
Via la RN 145, le bourg est à 15 minutes de Guéret, 20 minutes de Montluçon, 1h de Limoges (RN145/A20) et 1h15 de Clermont-Ferrand (RN145/A71).
Le territoire communal est également desservi par les routes départementales RD 9, 30, 50, 66 et 100.

### Communes limitrophes
Parsac-Rimondeix était limitrophe de neuf autres communes dont Clugnat au nord-ouest sur 250 mètres.
| Clugnat, Blaudeix | Domeyrot             | La Celle-sous-Gouzon |
| Ladapeyre         | Parsac-Rimondeix     |                      |
| Jarnages, Cressat | Saint-Dizier-la-Tour | Gouzon               |

### Climat
Pour des articles plus généraux, voir Climat de la Nouvelle-Aquitaine et Climat de la Creuse.
Historiquement, la commune est exposée à un climat montagnard.  
En 2020, Météo-France publie une typologie des climats de la France métropolitaine dans laquelle la commune est exposée à un climat de montagne et est dans la région climatique Ouest et nord-ouest du Massif Central, caractérisée par une pluviométrie annuelle de 900 à 1 500 mm, maximale en automne et en hiver.
Pour la période 1971-2000, la température annuelle moyenne est de 10,7 °C, avec  une amplitude thermique annuelle de 15,1 °C. Le cumul annuel moyen de précipitations est de 910 mm, avec 11,8 jours de précipitations en janvier et 7,6 jours en juillet. Pour la période 1991-2020, la température moyenne annuelle observée sur la station météorologique la plus proche, située sur la commune de Boussac à 17 km à vol d'oiseau, est de 11,0 °C et le cumul annuel moyen de précipitations est de 896,4 mm,. Pour l'avenir, les paramètres climatiques de la commune estimés pour 2050 selon différents scénarios d’émission de gaz à effet de serre sont consultables sur un site dédié publié par Météo-France en novembre 2022.

### Milieux naturels et biodiversité

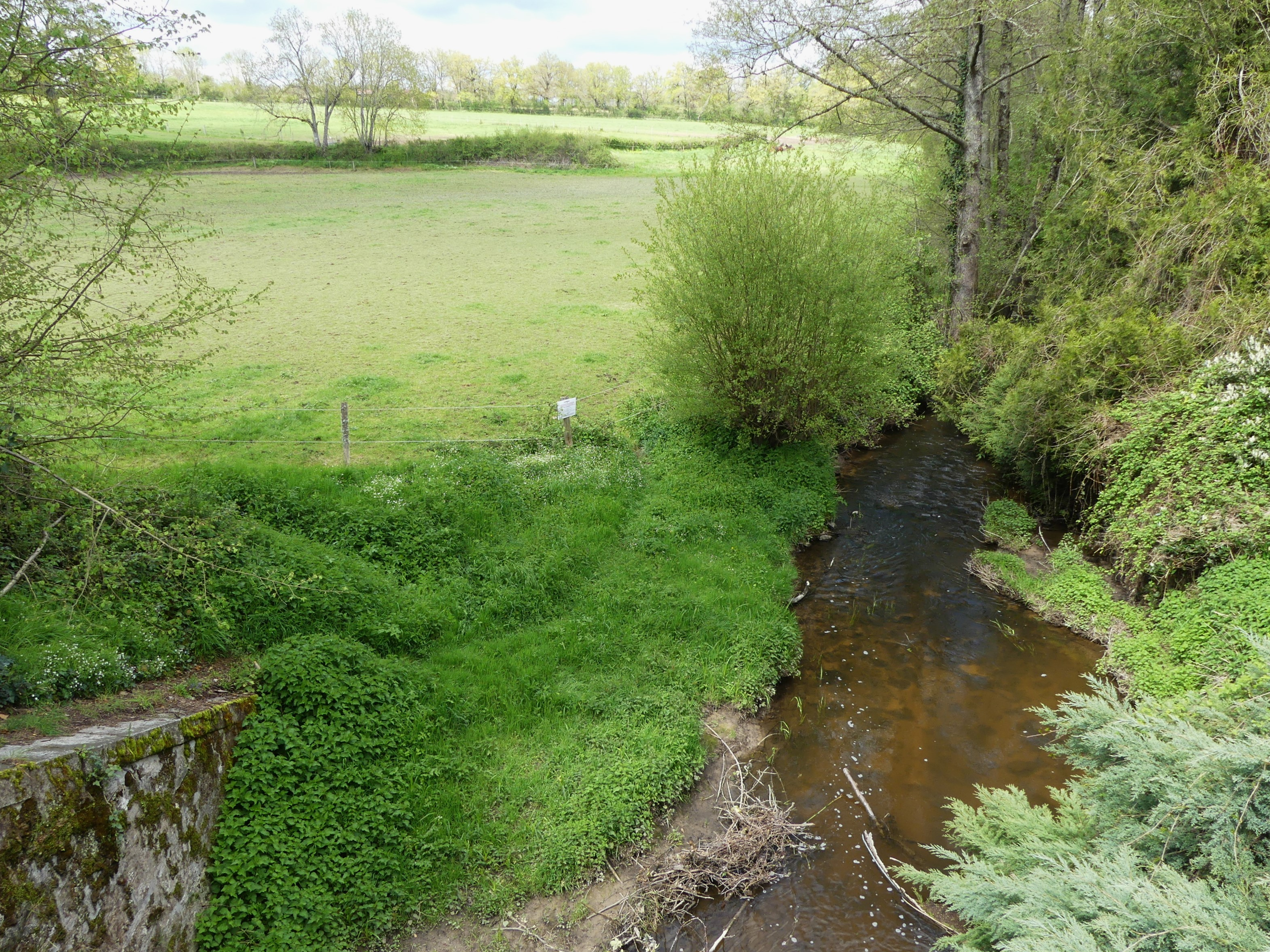
Le Verraux au lieu-dit la Chapelle, en aval de la RD 9.

Dans leur traversée du territoire communal, les vallées du Verraux et de son affluent le ruisseau de l'Étang de Clavérolles, font partie de la zone naturelle d'intérêt écologique, faunistique et floristique (ZNIEFF) de type 2 « vallée du Verraux et ruisseaux affluents (Fragne, Clavérolles, rio Buzet) ». Pour la commune, cela correspond à la vallée du Verraux en aval de la RD 9, à partir du lieu-dit la Chapelle, et à celle du ruisseau de l'Étang de Clavérolles à partir de l'ouest du bourg de Rimondeix, s'étendant sur près d'un kilomètre carré et demi, soit environ 14 % de la superficie totale de la ZNIEFF.
Ce site est remarquable par la présence de douze espèces déterminantes d'animaux (un insecte, un mammifère, sept oiseaux et trois poissons) et quatre de plantes phanérogames.

## Urbanisme

### Typologie
Au 1er janvier 2024, Parsac-Rimondeix est catégorisée commune rurale à habitat très dispersé, selon la nouvelle grille communale de densité à 7 niveaux définie par l'Insee en 2022.
Elle est située hors unité urbaine. Par ailleurs la commune fait partie de l'aire d'attraction de Guéret, dont elle est une commune de la couronne,. Cette aire, qui regroupe 72 communes, est catégorisée dans les aires de moins de 50 000 habitants,.

### Villages, hameaux et lieux-dits
Outre les bourgs de Parsac et de Rimondeix proprement dits, le territoire se compose d'autres villages ou hameaux, ainsi que de lieux-dits détaillés sur cet article et celui-ci.

### Voies de communication et transports

#### Transport routier
- Réseau TransCreuse

### Risques majeurs
Le territoire de la commune de Parsac-Rimondeix est vulnérable à différents aléas naturels : météorologiques (tempête, orage, neige, grand froid, canicule ou sécheresse) et séisme (sismicité faible). Il est également exposé à un risque technologique,  le transport de matières dangereuses, et à un risque particulier : le risque de radon. Un site publié par le BRGM permet d'évaluer simplement et rapidement les risques d'un bien localisé soit par son adresse soit par le numéro de sa parcelle.

#### Risques naturels

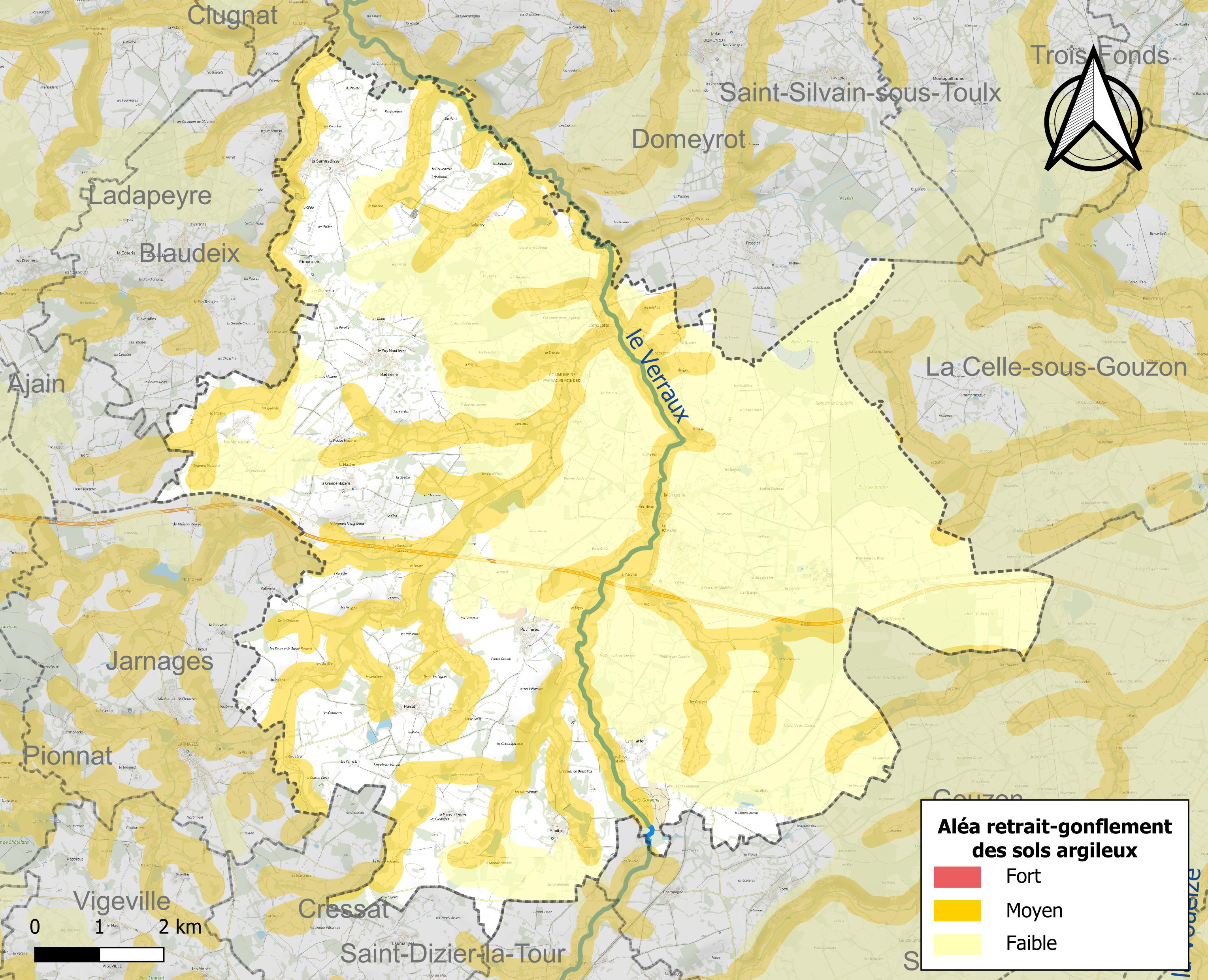
Carte des zones d'aléa retrait-gonflement des sols argileux de Parsac-Rimondeix.

Le retrait-gonflement des sols argileux est susceptible d'engendrer des dommages importants aux bâtiments en cas d’alternance de périodes de sécheresse et de pluie. 29,5 % de la superficie communale est en aléa moyen ou fort (33,6 % au niveau départemental et 48,5 % au niveau national). Sur les 521 bâtiments dénombrés sur la commune en 2019,  100 sont en aléa moyen ou fort, soit 19 %, à comparer aux 25 % au niveau départemental et 54 % au niveau national. Une cartographie de l'exposition du territoire national au retrait gonflement des sols argileux est disponible sur le site du BRGM,.
Par ailleurs, afin de mieux appréhender le risque d’affaissement de terrain, l'inventaire national des cavités souterraines permet de localiser celles situées sur la commune.
La commune a été reconnue en état de catastrophe naturelle au titre des dommages causés par les inondations et coulées de boue survenues en 1982 et 1999. Concernant les mouvements de terrains, la commune a été reconnue en état de catastrophe naturelle au titre des dommages causés par des mouvements de terrain en 1999.

#### Risques technologiques
Le risque de transport de matières dangereuses sur la commune est lié à sa traversée par une ou des infrastructures routières ou ferroviaires importantes ou la présence d'une canalisation de transport d'hydrocarbures. Un accident se produisant sur de telles infrastructures est susceptible d’avoir des effets graves sur les biens, les personnes ou l'environnement, selon la nature du matériau transporté. Des dispositions d’urbanisme peuvent être préconisées en conséquence.

#### Risque particulier
Dans plusieurs parties du territoire national, le radon, accumulé dans certains logements ou autres locaux, peut constituer une source significative d’exposition de la population aux rayonnements ionisants. Certaines communes du département sont concernées par le risque radon à un niveau plus ou moins élevé. Selon la classification de 2018, la commune de Parsac-Rimondeix est classée en zone 3, à savoir zone à potentiel radon significatif.

## Histoire
Elle est créée par un arrêté préfectoral du 23 septembre 2015. Elle réunit les deux communes de Parsac et de Rimondeix. Son chef-lieu est fixé à Parsac.
Rimondeix était une paroisse créée par les Templiers puis dévolue au commencement du XIVe siècle aux Hospitaliers. L'influence et l'autorité de la commanderie de Blaudeix dont dépendait Rimondeix s'étendaient également sur Ajain, Domeyrot, Ladapeyre et Parsac. Outre les quatre villages précités, le commandeur de Blaudeix percevait également la dîme sur les villages de Clugnat et Jalesches et possédait une forge bannière située à Puy Rougier (Blaudeix) qu'il affermait.

## Politique et administration

### Administration municipale

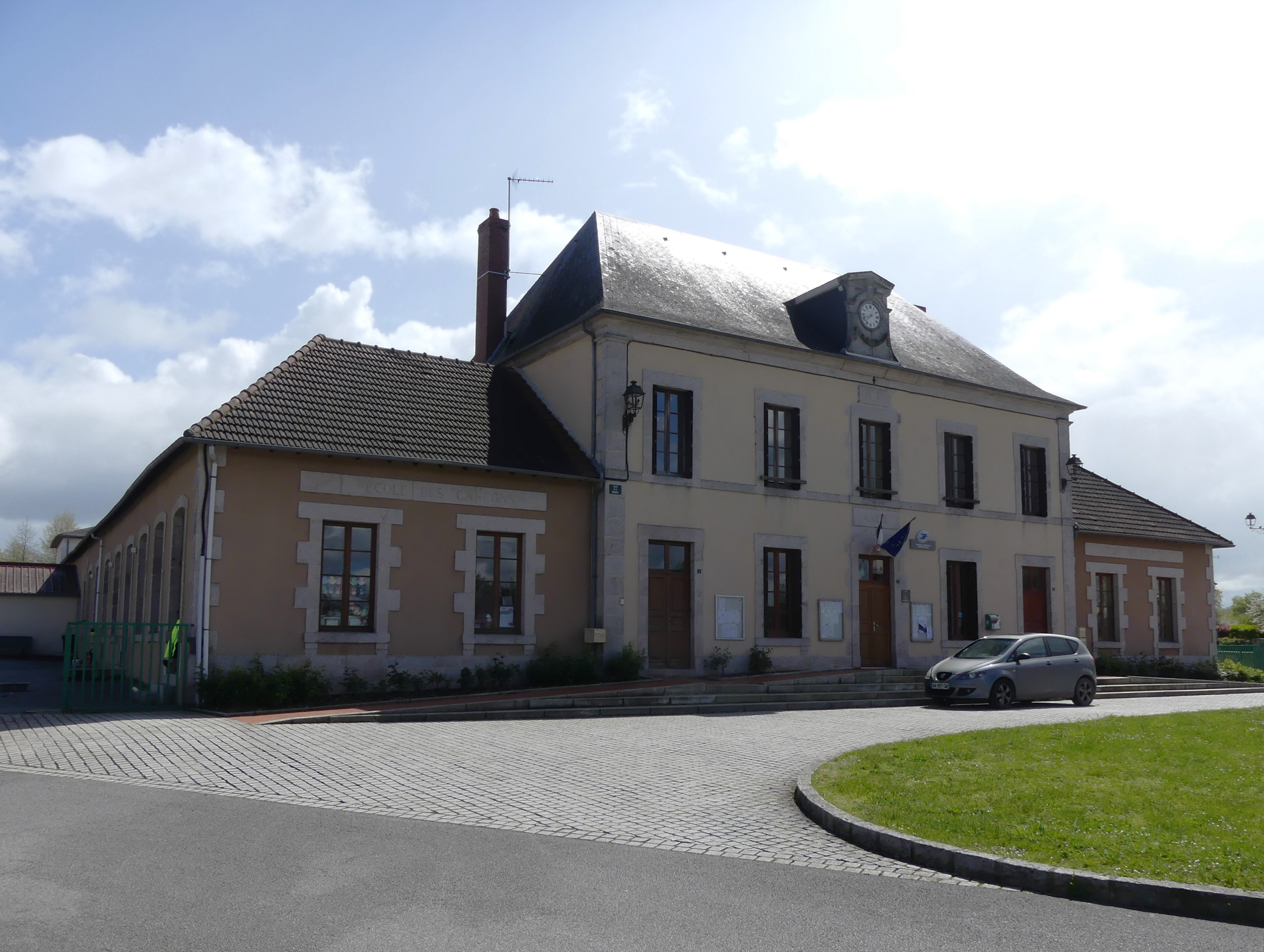
La mairie en 2024 (ancienne mairie de Parsac).

Du fait de son statut de commune nouvelle, la commune de Parsac-Rimondeix a, lors de ce premier renouvellement qui suit sa création, un nombre de conseillers municipaux correspondant à sa strate démographique supérieure (19 conseillers).
| Période      | Période                    | Identité      | Étiquette | Qualité                    |
| ------------ | -------------------------- | ------------- | --------- | -------------------------- |
| janvier 2016 | En cours (au 28 juin 2020) | François Riva | DVD       | Retraité de l'enseignement |

### Communes déléguées
| Nom            | Code Insee | Intercommunalité                     | Superficie (km2) | Population (dernière pop. légale) | Densité (hab./km2) |
| -------------- | ---------- | ------------------------------------ | ---------------- | --------------------------------- | ------------------ |
| Parsac (siège) | 23149      | CC du Carrefour des Quatre Provinces | 38,99            | 609 (2013)                        | 16                 |
| Rimondeix      | 23161      | CC du Carrefour des Quatre Provinces | 8,03             | 74 (2013)                         | 9,2                |

## Population et société

### Démographie
L'évolution du nombre d'habitants est connue à travers les recensements de la population effectués dans la commune depuis sa création.

En 2022, la commune comptait 713 habitants, en évolution de +2,59 % par rapport à 2016 (Creuse : −3,32 %, France hors Mayotte : +2,11 %).
| 2014 | 2015 | 2016 | 2017 | 2022 |
| ---- | ---- | ---- | ---- | ---- |
| 685  | 690  | 695  | 701  | 713  |

## Culture locale et patrimoine

### Lieux et monuments

#### Patrimoine civil
- Château de la Chapelle.
- La gare de Parsac - Gouzon.
- Monuments aux morts de Parsac et de Rimondeix.

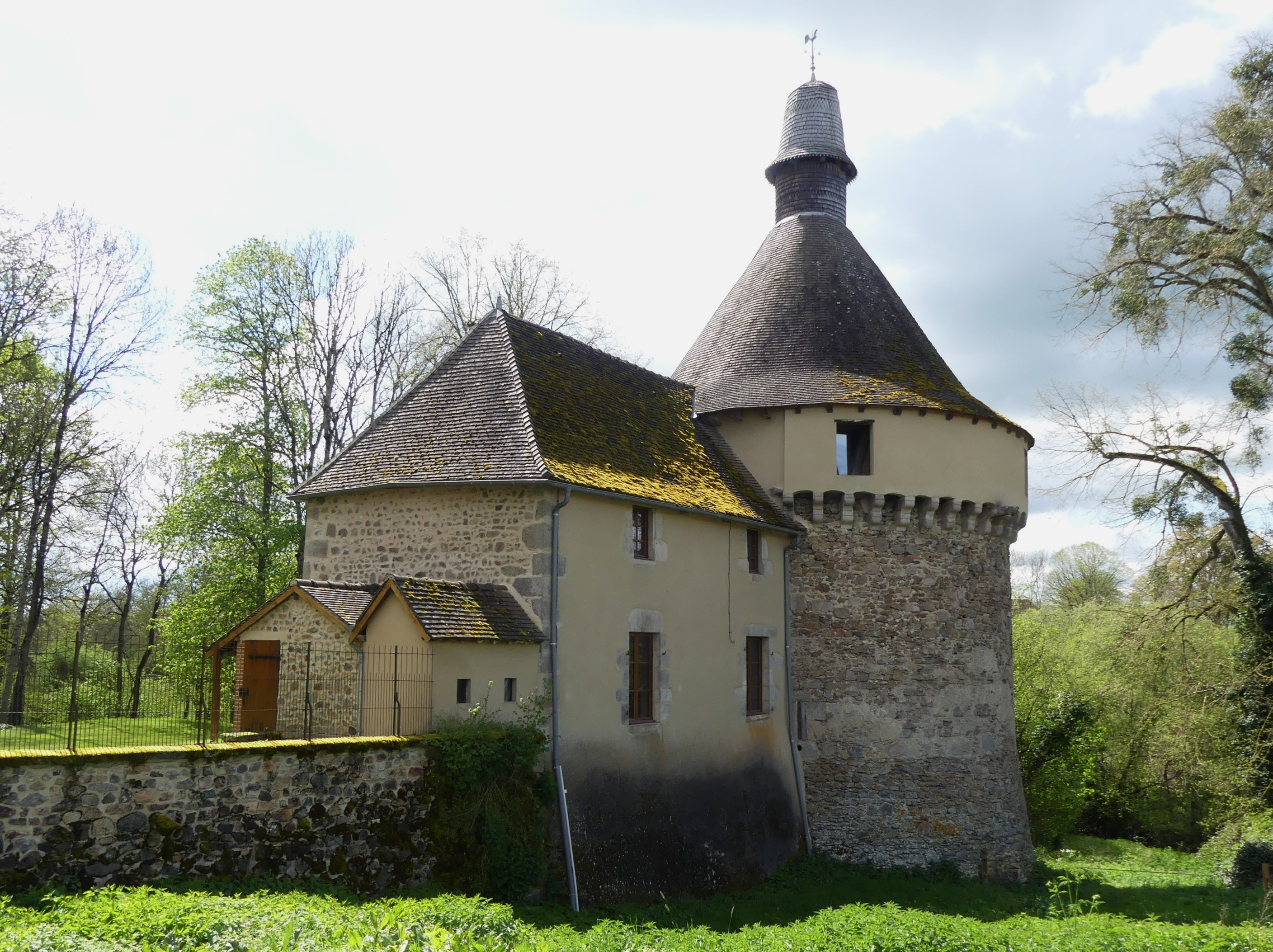
Le château de la Chapelle.
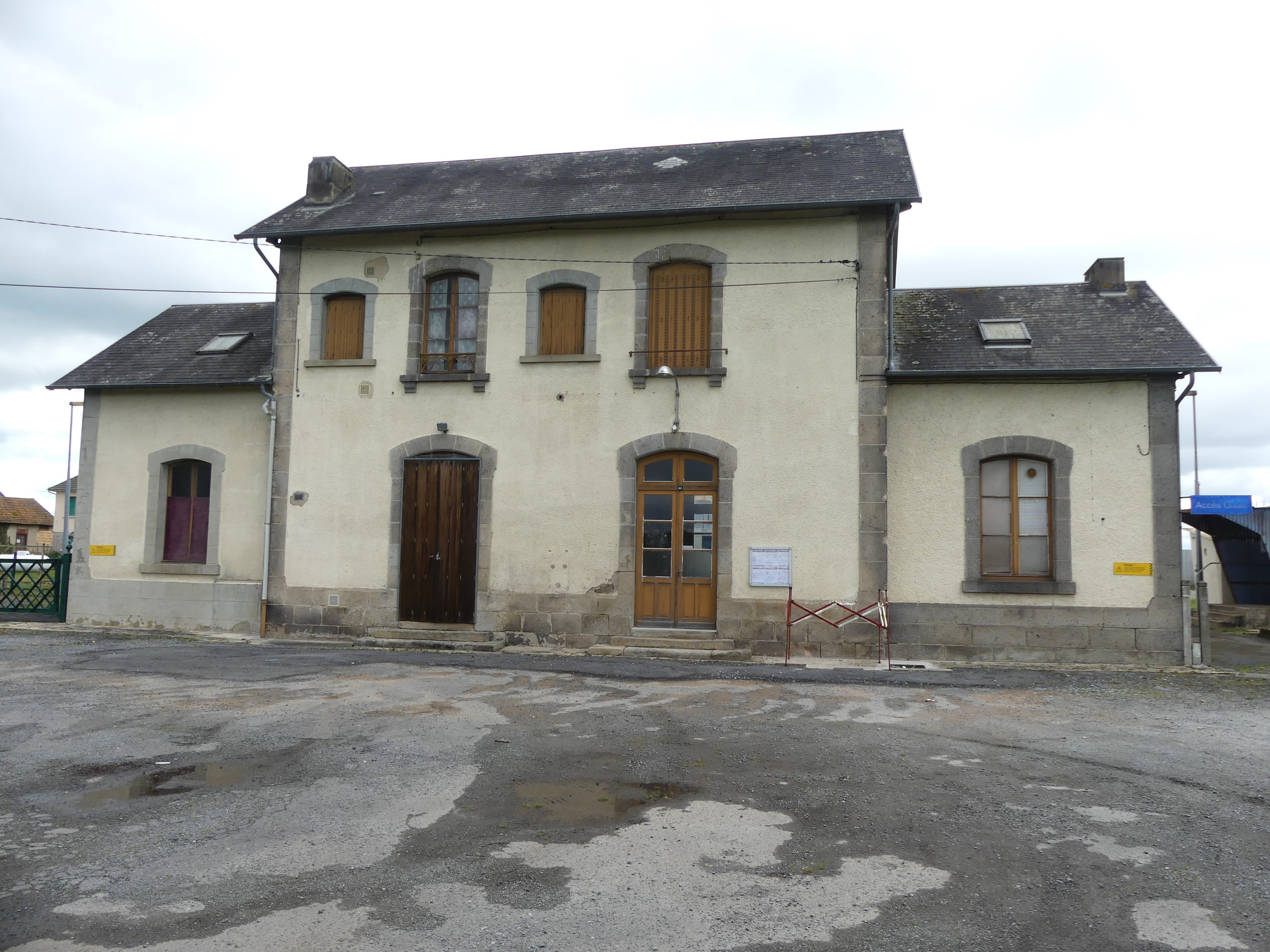
L'ancien bâtiment voyageurs de la gare de Parsac - Gouzon.
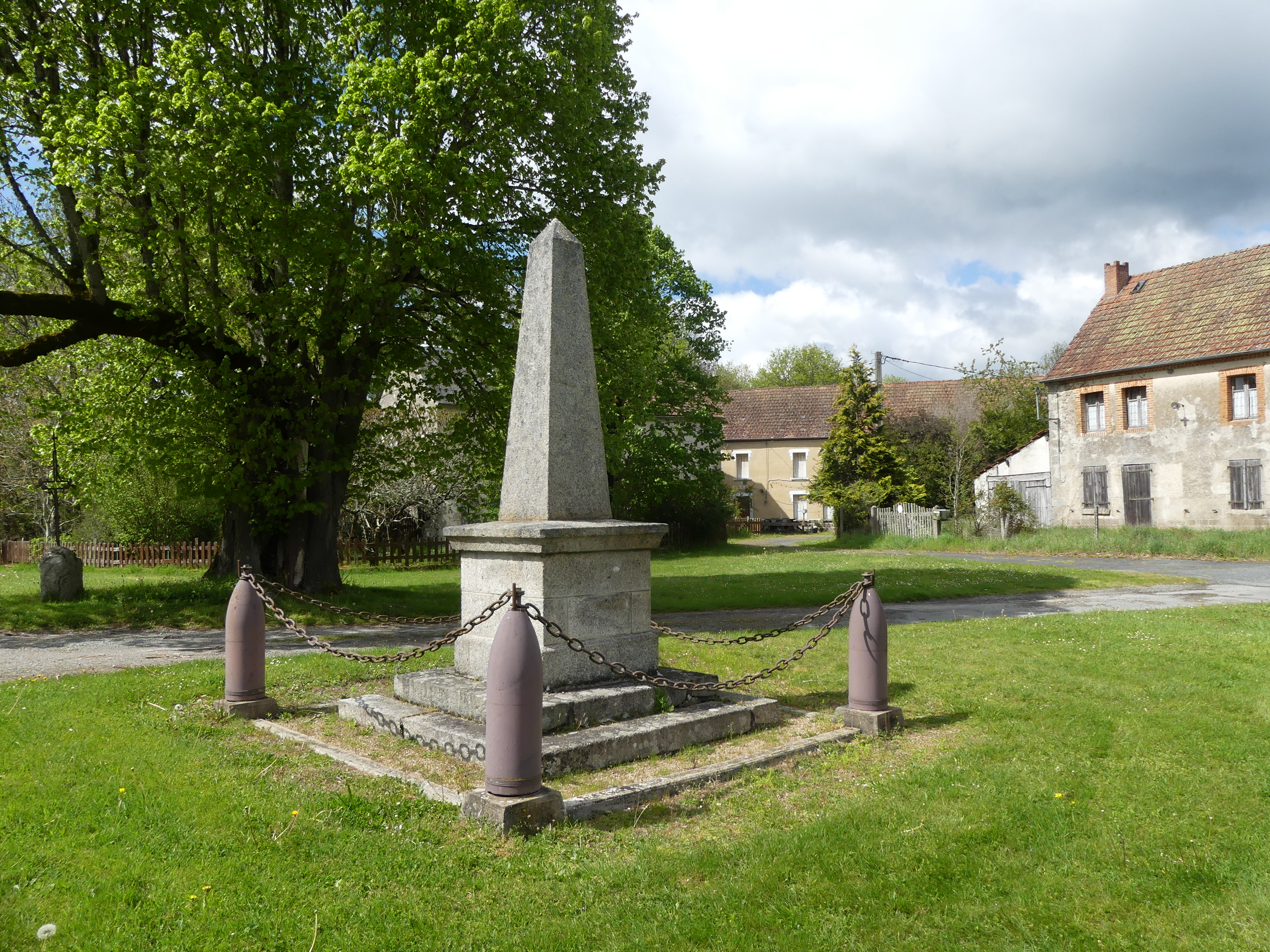
Le monument aux morts de Rimondeix.
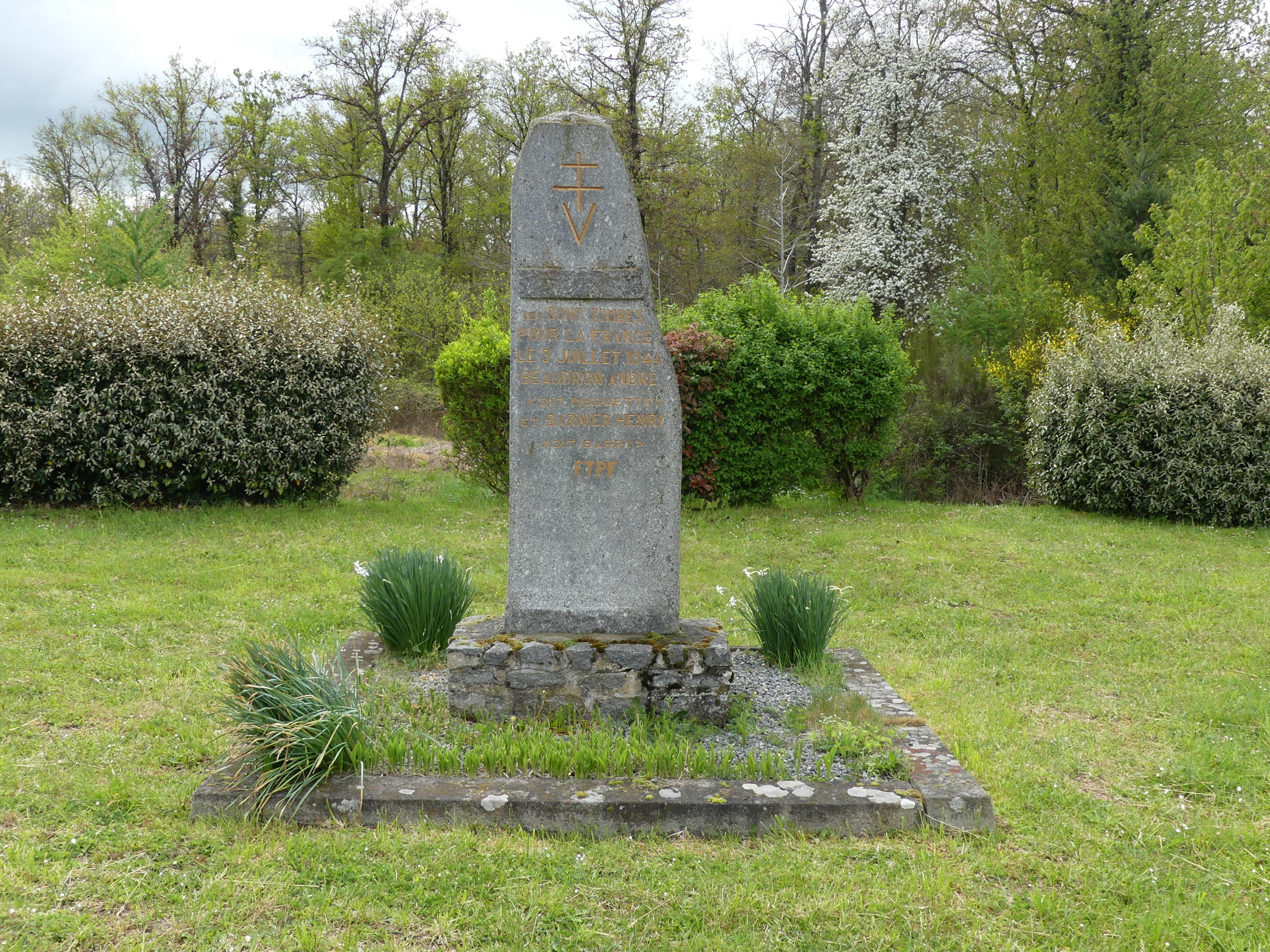
Stèle à la mémoire de deux Francs-tireurs et partisans, près de la gare.
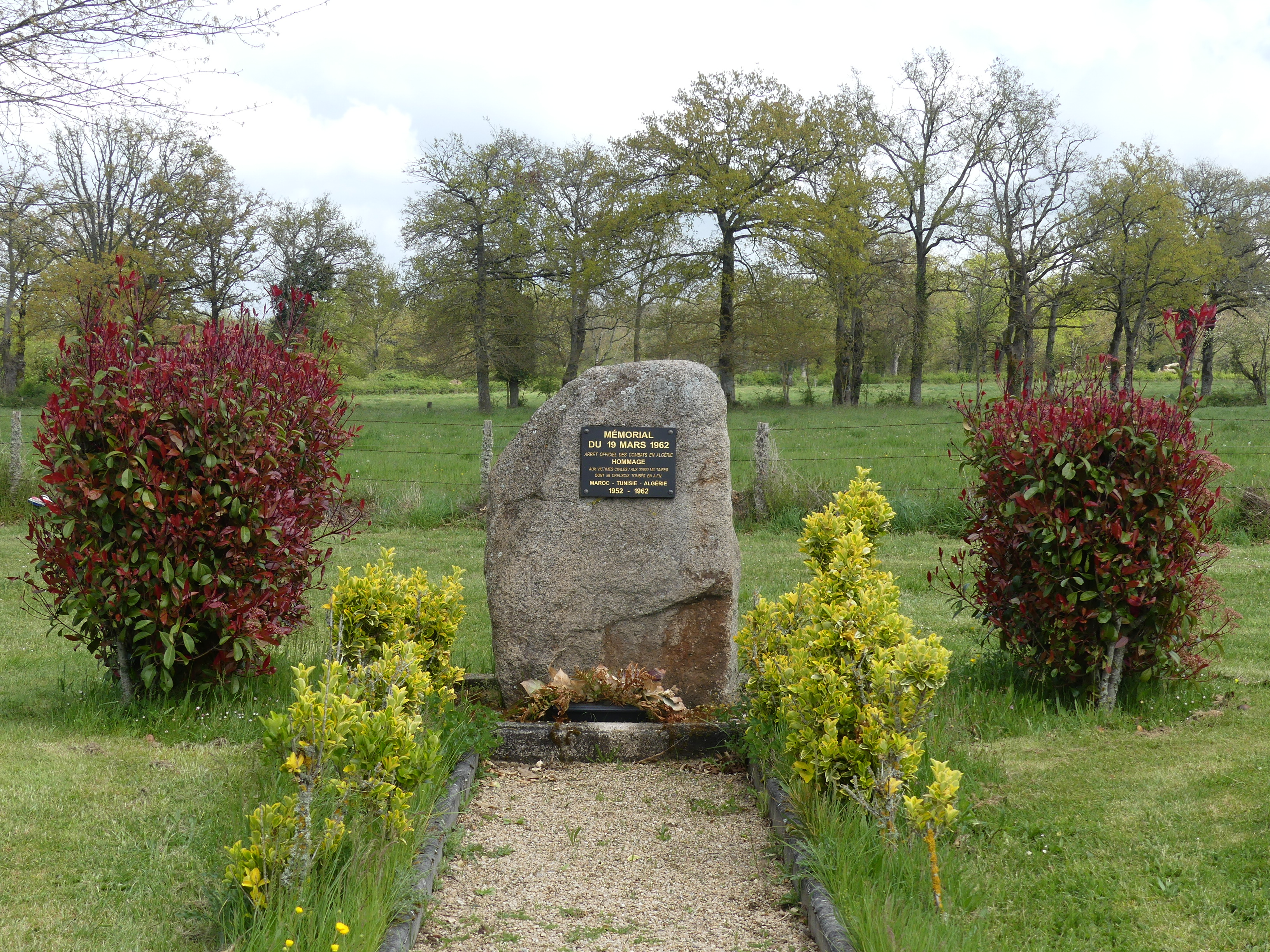
Le mémorial du 19 mars 1962.

#### Patrimoine religieux
- L'église Saint-Martin de Parsac, y compris son décor peint, est inscrite au titre des monuments historiques en 1989[29]. Son maître-autel avec retable du XIXe siècle est inscrit au titre des monuments historiques en 1979[30].
- L'église Saint-Jean-Baptiste de Rimondeix : les façades et toitures ainsi que l'intérieur de l'abside ont été inscrits au titre des monuments historique en 1980[31].
- Chapelle Sainte-Madeleine, ou chapelle des Templiers, dite de l'ordre de Malte, au lieu-dit Madeleine[32], qui dépendait de l'église Saint-Jean-Baptiste de Rimondeix et de la commanderie de Blaudeix[26].

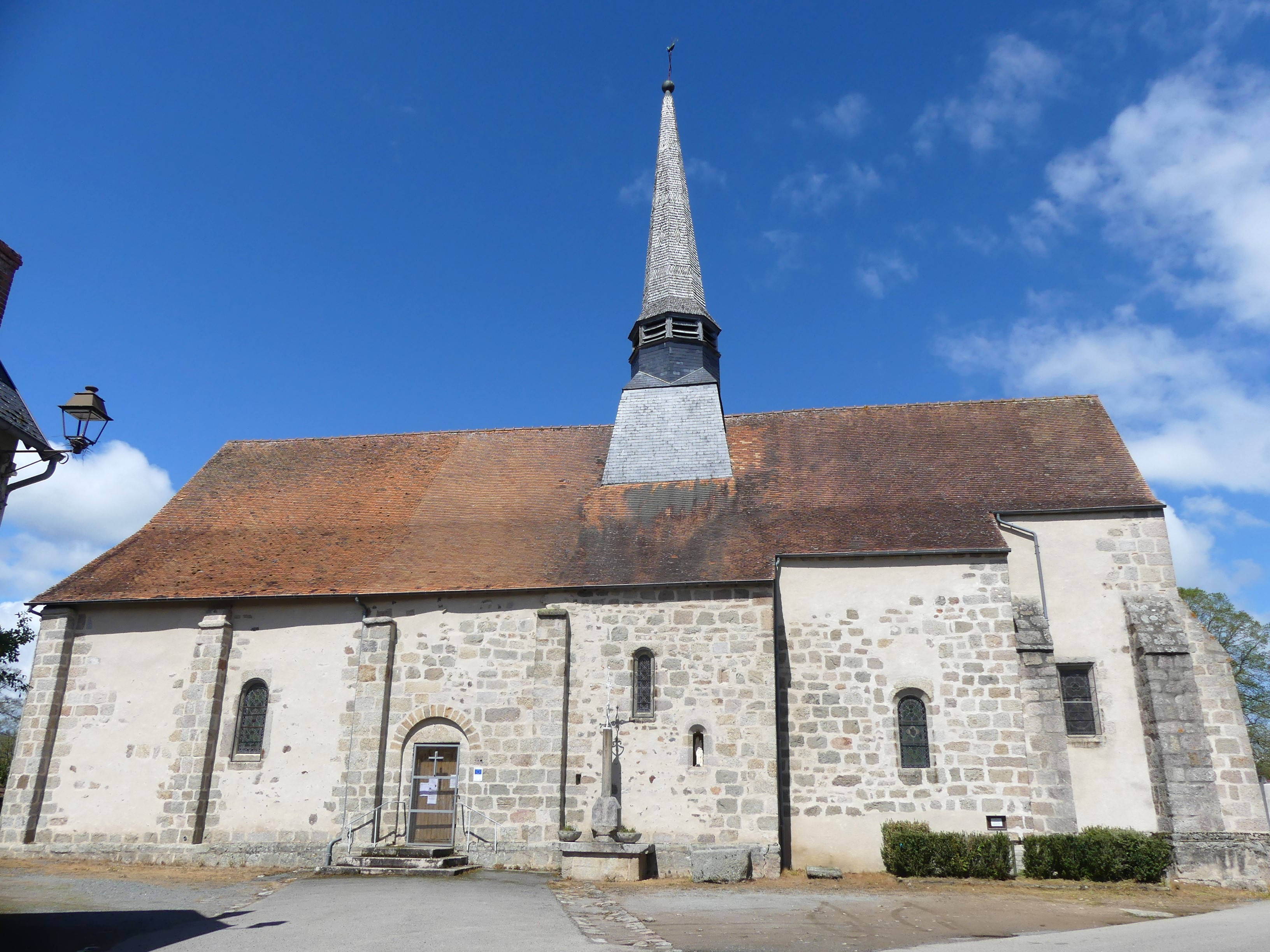
L'église Saint-Martin de Parsac.
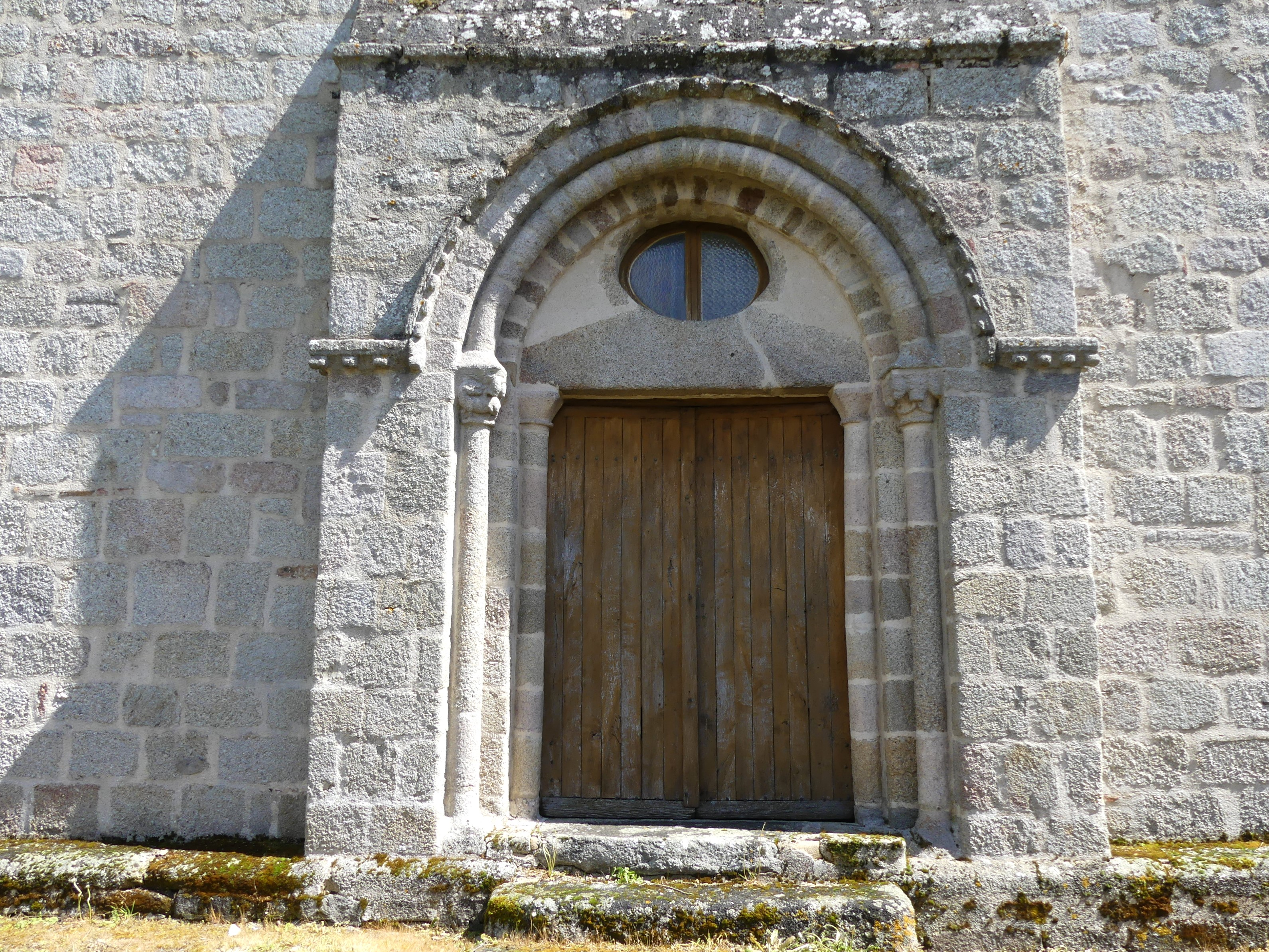
Son portail.
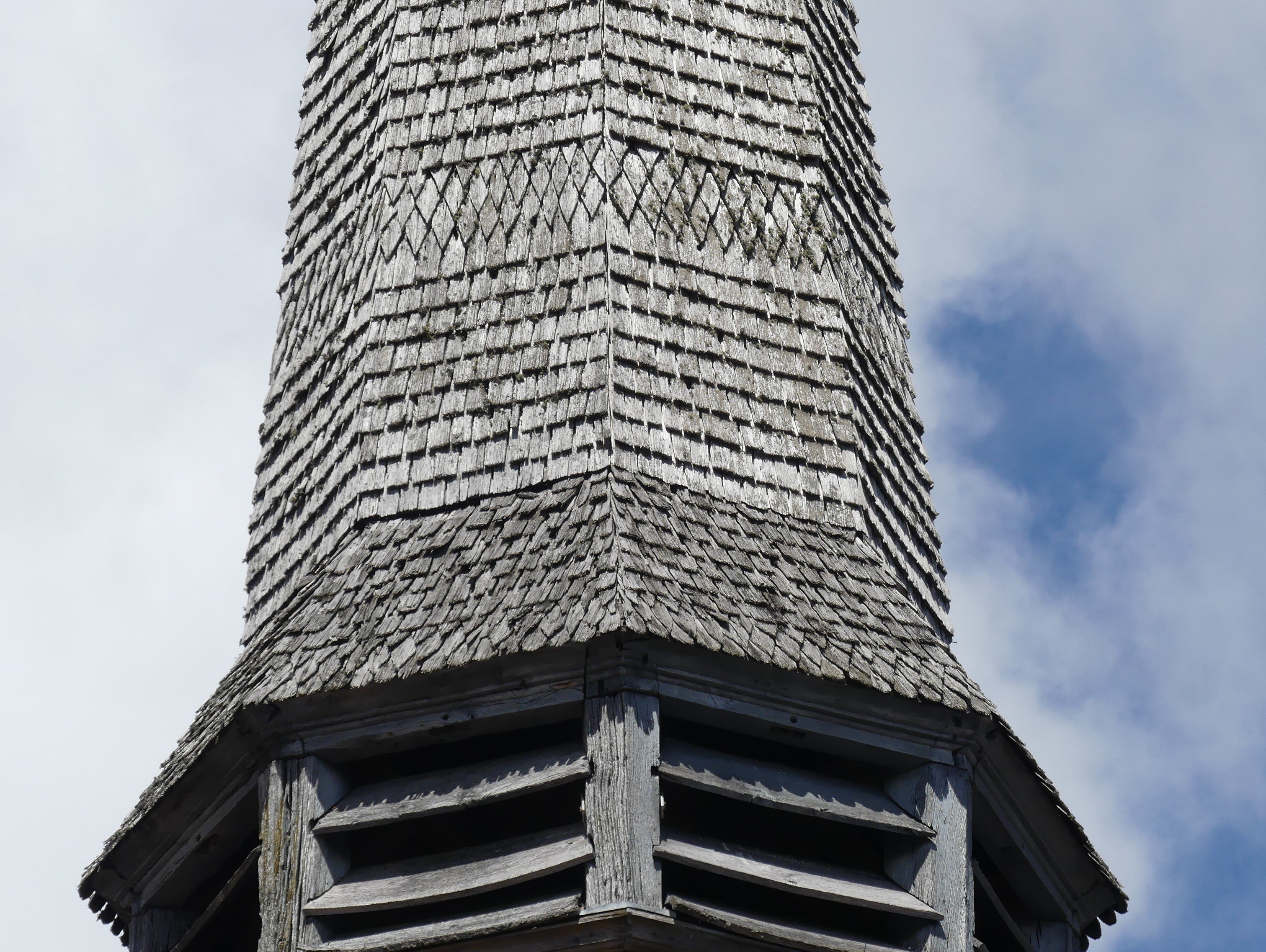
Les bardeaux du clocher.
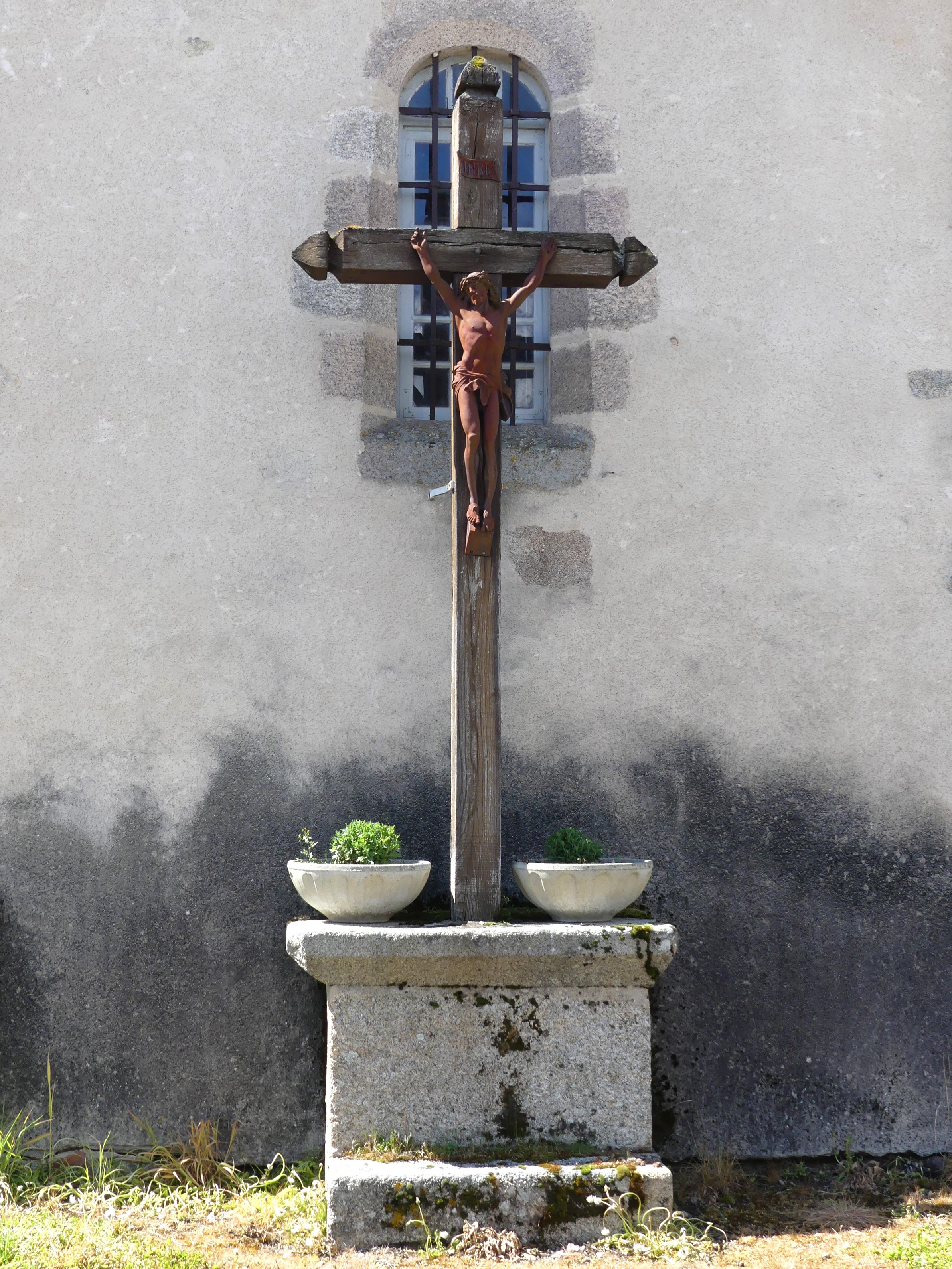
Crucifix au chevet de l'église de Parsac.
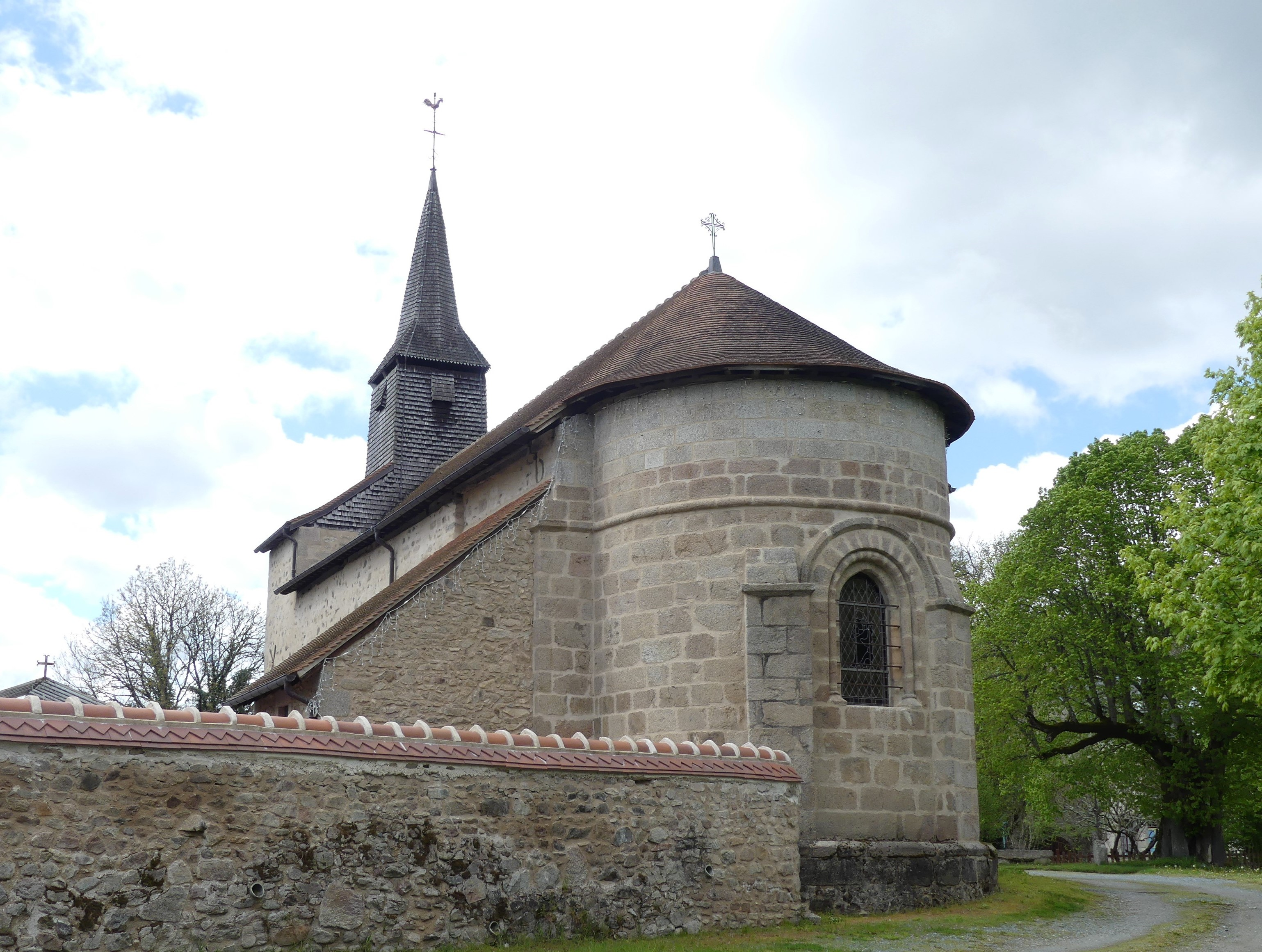
Le chevet de l'église Saint-Jean-Baptiste de Rimondeix.
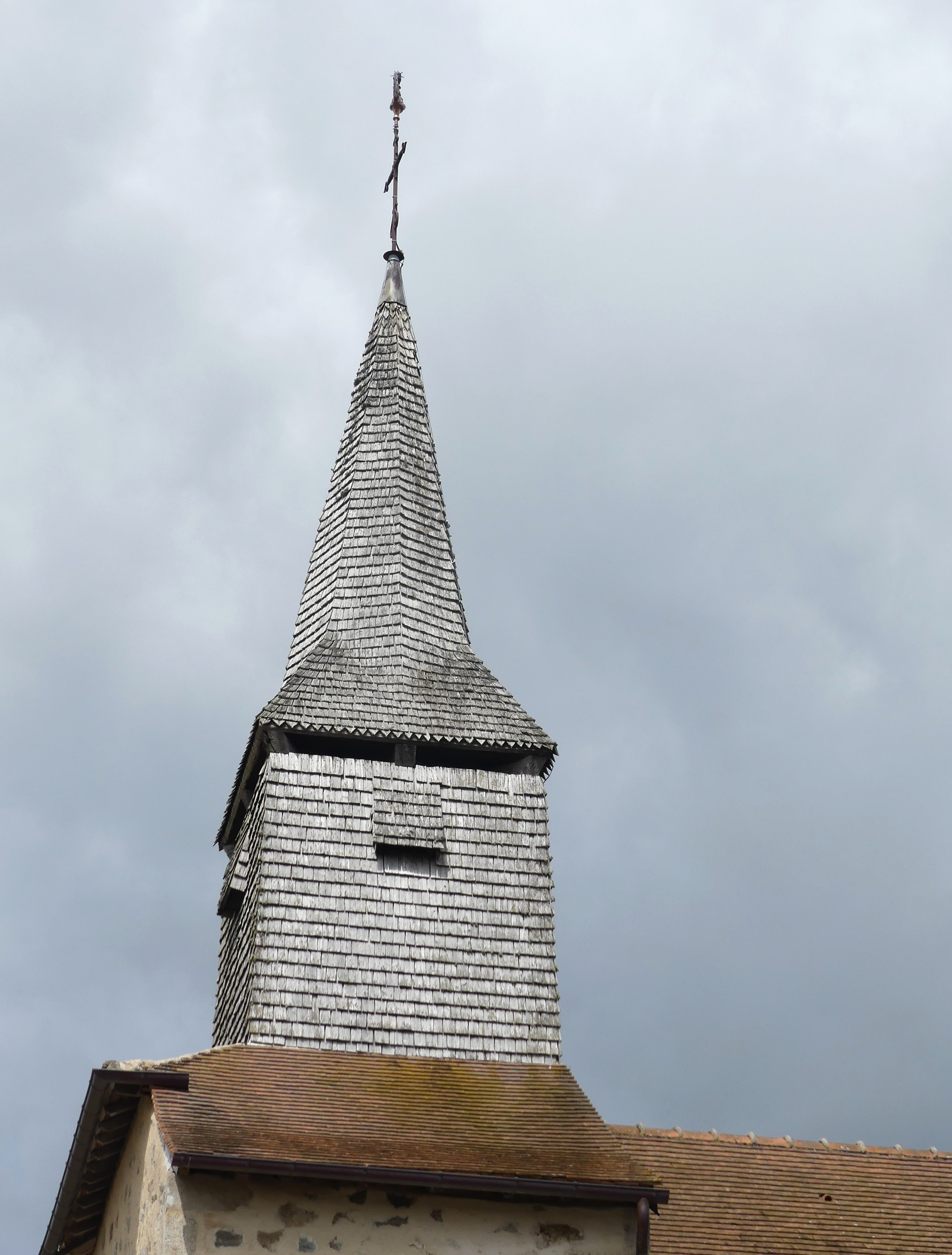
Son clocher.

### Personnalités liées à la commune
- Octave Dayen (1906-1987), né et mort à Parsac, est un coureur cycliste français.